# 長楽寺 (三好市)
長楽寺（ちょうらくじ）は、徳島県三好市井川町中岡にある真言宗御室派の寺院。山号は西方山。本尊は阿弥陀如来。阿波西国三十三観音霊場西部16番札所。四国阿波八供養菩薩霊場「金剛嬉菩薩」。

## 概要
国道192号線から南へすぐの高台にあり、無料駐車場から石段を程よく上り朱色の山門をくぐると境内に達する。境内の壇への車道もあり、綱付山（標高580.0m)の北東山麓端の容易に境内（標高約120m)に達する位置にある。
創建年や由緒など未詳な部分が多いが「井川町史」によれば、近世初期までは井川町野津後の岡の前にあった「岡の坊」という小寺で、1651年（慶安4年）に宥尊が現在地に移転させた。阿波志には箸蔵寺の下寺としている。

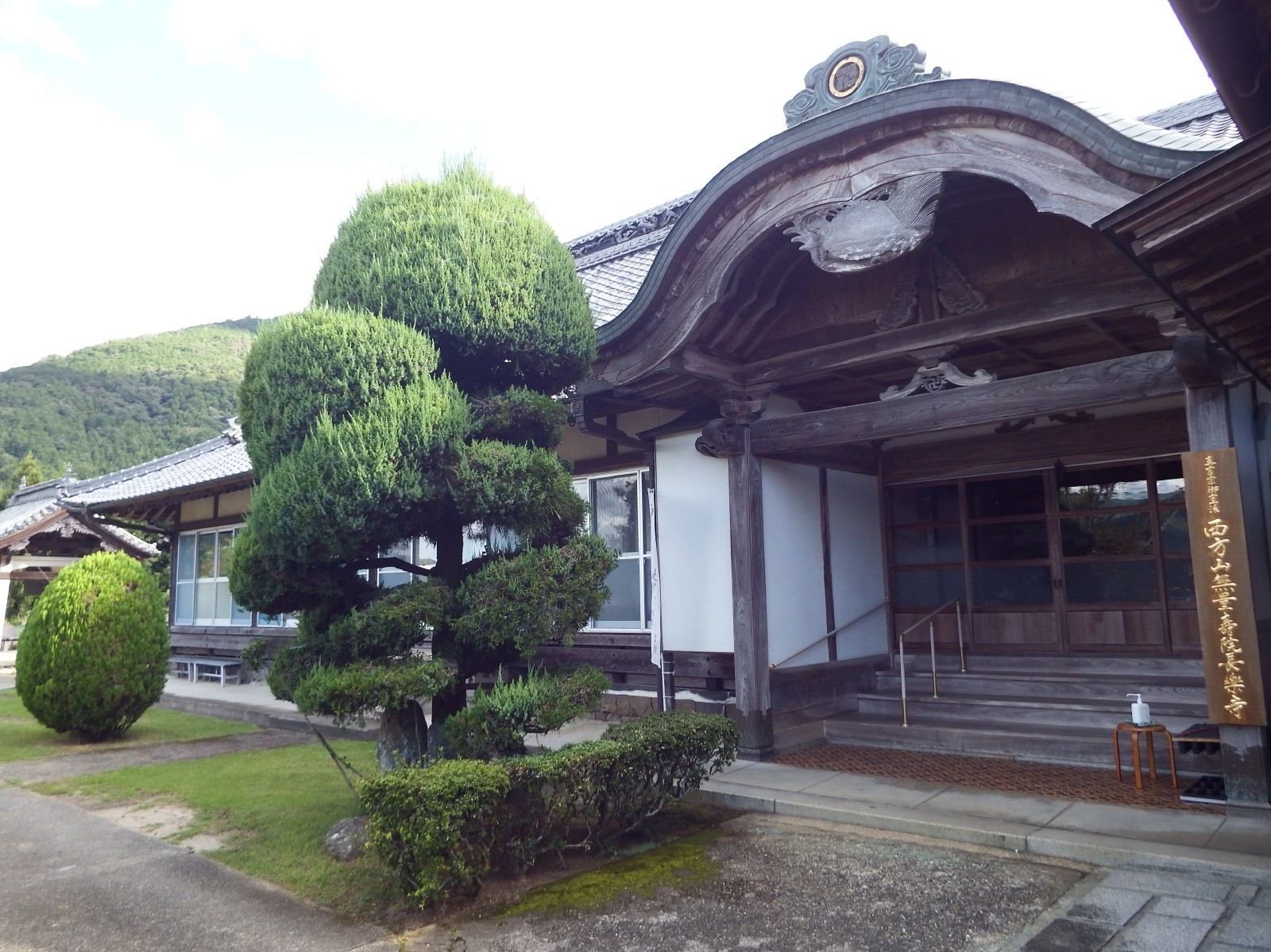
本堂
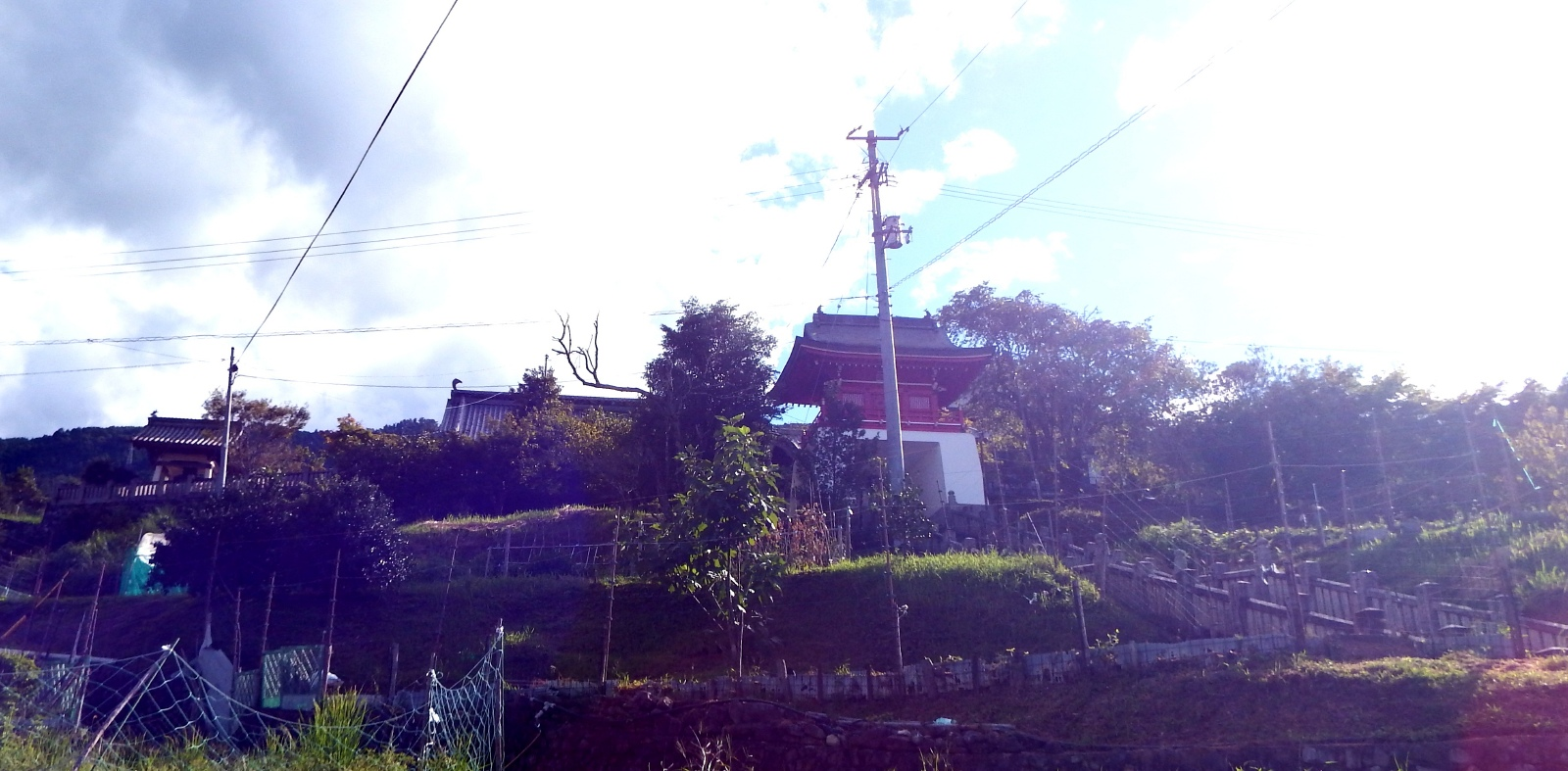
全景

## 文化財
重要文化財
- 絹本著色楊柳観音像：元朝初期（1330年前後)作、明治43年旧国宝指定

徳島県指定文化財
- 弘法大師行状曼荼羅 4幅：作者は貞寿尼（宇和島藩主伊達家の姫君）、天保年間作で讃岐金毘羅松尾寺に奉納されたもの、昭和46年2月22日指定

町指定文化財
- 十一面観音立像：本尊脇仏、阿波西国16番本尊、女法（ねほう）廃寺の本尊と伝わる、像高92cm、鎌倉時代後期作、昭和59年8月指定

## 交通
- JR土讃線佃駅から徒歩約10分。